# Worstelen op de Olympische Zomerspelen 2012 – Klasse tot 96 kilogram vrije stijl mannen
Vrije stijl tot 96 kilogram was een van de onderdelen van het worstelen op de Olympische Zomerspelen 2012 in Londen. Het evenement vond plaats op 12 augustus. Om 08:30 (UTC) begonnen de kwalificaties; een half uur later begon de knock-outfase, om ten slotte om 13:25 te eindigen met de finale.
De opzet is als volgt: een loting bepaalt welke twee worstelaars (alle met een gewicht tussen de 84 en 96 kilogram) het tegen elkaar op moeten nemen. De winnaar van een dergelijke wedstrijd gaat door naar de volgende ronde. Alle worstelaars die van een uiteindelijke finalist hebben verloren, gaan naar de herkansingsronde. Er komen twee aparte herkansingsgroepen; de ene groep bestaat uit de verliezers tegen de ene finalist en de andere uit de verliezers tegen de andere finalist. Binnen elke groep spelen de verliezers die als eerste werden uitgeschakeld tegen elkaar. De winnaar van zo'n wedstrijd speelt tegen de verliezer die een ronde later werd uitgeschakeld. De winnaar van elke herkansingsgroep wint een bronzen medaille.

## Uitslag
| rang   | sporter            | land             |
| ------ | ------------------ | ---------------- |
| Goud   | Jake Varner        | Verenigde Staten |
| Zilver | Valerii Andriitsev | Oekraïne         |
| Brons  | Giorgi Gogshelidze | Georgië          |
| Brons  | Khetag Gazyumov    | Azerbeidzjan     |